# آکادمیک مستیسلاف کلدیش
اکادمیک مستیسلاف کلدیش (به انگلیسی: Akademik Mstislav Keldysh) یک کشتی بود که طول آن ۱۲۲٫۲ متر (۴۰۰ فوت ۱۱٫۰ اینچ) و ارتفاع آن ۱۰٫۴ متر (۳۴ فوت ۱٫۴ اینچ) بود. این کشتی در سال ۱۹۸۰ ساخته شد.